# Demosnímky 1991–1994
Demosnímky 1991–1994 je kompilace demosnímků české punk-rockové kapely Totální nasazení, která vyšla na začátku roku 2006. Všechny nahrávky byly remasterovány ze 4 MC a vydány na 2 CD.

## Seznam skladeb

### Wiktorovy ostatky
První demosnímek natočený podomácku v září roku 1991.
| Pořadí | Název           | Hudba                        | Text           | Délka |
| ------ | --------------- | ---------------------------- | -------------- | ----- |
| 1.     | Odborové svazy  | Svatopluk Šváb               | Tradicional    | 3:04  |
| 2.     | Fernet          | Svatopluk Šváb               | Martin Janda   | 2:18  |
| 3.     | Saddáme Husajne | Svatopluk Šváb, Martin Janda | Pavel Pospíšil | 1:56  |
| 4.     | Občan           | Martin Janda                 | Pavel Pospíšil | 2:01  |
| 5.     | Nemůžou         | Svatopluk Šváb               | Svatopluk Šváb | 1:59  |

### Dneska má svátek Marie
Druhý demosnímek, který kapela natočila v září roku 1992.
| Pořadí | Název            | Hudba                        | Text                          | Délka |
| ------ | ---------------- | ---------------------------- | ----------------------------- | ----- |
| 1.     | Lví podíl        | Svatopluk Šváb               | Svatopluk Šváb                | 2:44  |
| 2.     | Bohatým          | Pavel Pešata                 | Pavel Pešata                  | 2:09  |
| 3.     | Stres            | Jan Orthober                 | Martin Janda                  | 1:36  |
| 4.     | Dr. Mamlas       | Svatopluk Šváb               | Svatopluk Šváb                | 2:43  |
| 5.     | Co sis posral... | Pavel Pešata                 | Pavel Pešata                  | 2:21  |
| 6.     | Marjána          | Martin Janda                 | Martin Janda                  | 2:58  |
| 7.     | Anarchie         | Svatopluk Šváb               | Pavel Pospíšil                | 3:13  |
| 8.     | Doga             | Svatopluk Šváb, Pavel Pešata | Svatopluk Šváb, Pavel Pešata  | 2:30  |
| 9.     | Apatie           | Martin Janda                 | Martin Janda                  | 2:30  |
| 10.    | Tobě ne!         | Svatopluk Šváb               | Svatopluk Šváb                | 2:07  |
| 11.    | Mám tě holka     | Martin Janda                 | Martin Janda                  | 1:41  |
| 12.    | Kanálník         | Svatopluk Šváb               | Svatopluk Šváb, Miroslav Šváb | 2:48  |

### Bätmäni
Třetí demosnímek, který kapela natočila v létě roku 1993.
| Pořadí | Název              | Hudba                      | Text           | Délka |
| ------ | ------------------ | -------------------------- | -------------- | ----- |
| 1.     | Slovíčka           | Jan Orthober               | Pavel Pospíšil | 3:32  |
| 2.     | Minuta ekologie    | Svatopluk Šváb             | Svatopluk Šváb | 2:34  |
| 3.     | Nejistá existence  | Pavel Pešata               | Pavel Pospíšil | 3:48  |
| 4.     | Bätmäni            | Svatopluk Šváb             | Svatopluk Šváb | 3:24  |
| 5.     | Zase dál           | Pavel Pešata               | Martin Janda   | 3:57  |
| 6.     | Tečka              | Jan Orthober               | Pavel Pospíšil | 2:04  |
| 7.     | Žalozpěv odvedence | Svatopluk Šváb             | Svatopluk Šváb | 2:43  |
| 8.     | Óda na život       | Pavel Pešata, Jan Orthober | Pavel Pospíšil | 1:39  |

### Totální nasazení 1994
Čtvrtý demosnímek byl nahrán v roce 1994. Je poskládán ze studiových skladeb a skladeb nahraných živě na koncertu v Petynce.
| Pořadí | Název              | Hudba          | Text           | Délka |
| ------ | ------------------ | -------------- | -------------- | ----- |
| 1.     | Protidavová        | Martin Janda   | Martin Janda   | 3:12  |
| 2.     | Žalozpěv odvedence | Svatopluk Šváb | Svatopluk Šváb | 2:44  |
| 3.     | Apatie             | Martin Janda   | Martin Janda   | 2:31  |
| 4.     | Veliké papádá      | Svatopluk Šváb | Pavel Pospíšil | 4:20  |
| 5.     | Zase dál           | Pavel Pešata   | Martin Janda   | 4:05  |
| 6.     | Lví podíl          | Svatopluk Šváb | Svatopluk Šváb | 2:59  |
| 7.     | Nejistá existence  | Pavel Pešata   | Pavel Pospíšil | 3:50  |
| 8.     | Vodnická           | Svatopluk Šváb | Pavel Pospíšil | 3:13  |
| 9.     | Konečná            | Svatopluk Šváb | Pavel Pospíšil | 4:21  |
| 10.    | K.O.bliha          | Pavel Pešata   | Pavel Pešata   | 2:33  |
| 11.    | Tichá voda         | Svatopluk Šváb | Viktor Čížek   | 3:34  |
| 12.    | Odpoledne          | Pavel Pešata   | Pavel Pospíšil | 4:50  |